# Manuel Adolfo García Fernández
Manuel Adolfo García Fernández, que firma como M. Adolfo o Adolfo García, es un historietista español, nacido en Oviedo el 12 de junio de 1945.

## Biografía
Tras estudiar en la Escuela de Artes y Oficios de Oviedo, Adolfo García trabajó como decorador e ilustrador en una agencia publicitaria de su ciudad natal, al mismo tiempo que publicaba sus primeras historietas en la prensa regional.
Durante los años 70, creó con el guionista Francisco Alonso las series Pepe Murciélago y Maratón para Editorial Bruguera y publicó brevemente en la revista Trinca. Otros trabajos suyos se difundieron a través de la agencia Bardon-Art.
En los ochenta, intensificó su colaboración para La Nueva España, produciendo series como San Juanin de la Lumbre, basada en la mitología asturiana.

## Obra
| Años                  | Título                  | Guionista                       | Publicación              |
| --------------------- | ----------------------- | ------------------------------- | ------------------------ |
| 1965                  | Don Pelayo              | Juan José Plans                 | La Voz de Asturias       |
|                       | Joe el mestizo          | Adolfo García                   | La Nueva España          |
| 04/1969               | Rufo y Xuanón           | Adolfo García                   | Asturias Semanal         |
| 09/03/1971            | Coses de Pin el Suave   | Adolfo García                   | La Nueva España          |
| 1971-77               | Pepe Murciélago         | Adolfo García, Francisco Alonso | Din Dan                  |
| 27/02/1972            | Los Fariñones           | Adolfo García                   | La Nueva España          |
| 1973                  | Rob Robot               | Sesén                           | Trinca                   |
| 1975-77               | Maratón                 | Francisco Alonso, Jaume Ribera  | Sacarino, Super Sacarino |
|                       | Mr. Melone              |                                 |                          |
|                       | Una cigüeña en New York |                                 | Yps                      |
|                       | Matraca y Ronquillo     | Francisco Alonso                | JAuJA                    |
| 1976-83               | Xuanón                  | Adolfo García                   | La Nueva España          |
| 27/11/1983-29/04/1984 | Coses de la güelina     | Victoria                        | El Carbayín              |
| 27/11/1983-1/04/1984  | San Juanin de la Lumbre | Inés Marful                     | El Carbayín              |
| 25/02/1984-           | Nina y Queco            | Inés Marful                     | El Carbayín              |